# Gran mesquita de Sanà
La Gran mesquita de Sanà (àrab: الجامع الكبير بصنعاء, al-Jāmiʿ al-Kabīr bi-Ṣanʿāʾ) és una antiga mesquita situada a Sanà, Iemen, just a l'est de l'antic lloc del palau Ghumdan. És part del Patrimoni de la Humanitat UNESCO de la ciutat vella de Sanà. Data del segle vii, segons els informes, i va ser construïda en part a partir dels materials del palau Ghumdan.
Segons els erudits islàmics, la història de la mesquita es remunta al període de Mahoma. L'edifici ha sofert renovacions en segles posteriors. Una troballa arqueològica important en foren els Manuscrits de Sanà, descoberts durant la restauració del 1972.

## Geografia
La mesquita s'edificà damunt de l'indret on hi havia hagut el palau Ghumdan, entre les dues àrees de Sanà, Al-Quati i Al-Sailah. El soc de la ciutat es traslladà al costat de la mesquita, i això li donà més seguretat per la proximitat a un centre religiós. Junt amb la mesquita, el lloc del palau també conté una presó i barraques per a l'exèrcit, construïdes durant l'Imperi otomà.
En anys posteriors, la planificació, expansió i orientació de la ciutat s'influenciaren per la construcció de la Gran mesquita i altres dues mesquites més al costat nord de la ciutat. Tot i que hi ha més de cent mesquites a la Ciutat Vella, la Gran mesquita n'és la més gran i notable.

## Història
Segons les escriptures islàmiques, el profeta Mahoma s'associa a la planificació i construcció de la mesquita al voltant del 630 (6 AH). Sanà fou un centre de propagació de l'islam en el període posterior a l'Hègira. Moltes troballes arqueològiques descobertes a la mesquita corroboren la seua construcció en l'època en què Mahoma era viu.
La seua història confirma la data de 705 a 715 (86-96 AH), quan el califa omeia al-Walid I la va ampliar molt. Es diu que les arcades interiors de pedra de les teulades planes de la mesquita tenen les característiques arquitectòniques romanes d'Orient de l'Imperi axumita. Una inscripció en l'idioma preislàmic de la zona, en un suport d'arc de pedra, una peça reutilitzada, la connecta amb l'arquitectura romana d'Orient. Una altra inscripció trobada al pati de la mesquita data de l'any 753, del període abàssida.
Se'n construïren dos minarets: un al costat est a principis del segle ix i l'altre a l'oest, al s. XII. Les inundacions hi van causar dues vegades danys importants, i després fou totalment renovada.
Gran part de la restauració la feu al 1130 la reina Isma`ili Arwa ibn Ahmad. Ella n'és la responsable dels sostres elegantment esculpits de les ales est, oest i nord. Estava vinculada a la dinastia fatimita d'Egipte. El minaret occidental de la mesquita, que ella havia construït, és semblant als de les mesquites del mateix període construïdes al Caire.
A principis del segle xvi, la mesquita fou renovada amb una estructura quadrada arcada i el sòl del pati.

## Arquitectura i equipament
El pati central fa 80 x 60 m, amb sales d'oració disposades en direcció nord-sud. Les sales amb tres corredors alineats est-oest estan construïts amb materials del període preislàmic duts d'altres àrees.
Alguns pensen que era una estructura del període otomà, ja que la mesquita comparteix semblances amb la Ca'ba de La Meca. Altres afirmen que el seu disseny ablaq, amb capes alternes de material de distints colors, data d'un període preislàmic. Els sostres de fusta, fets de lacunari, estan tallats i pintats. L'edifici es va fer servir per guardar documents waqf i té una gran biblioteca i altres manuscrits antics.

## Galeria d'imatges

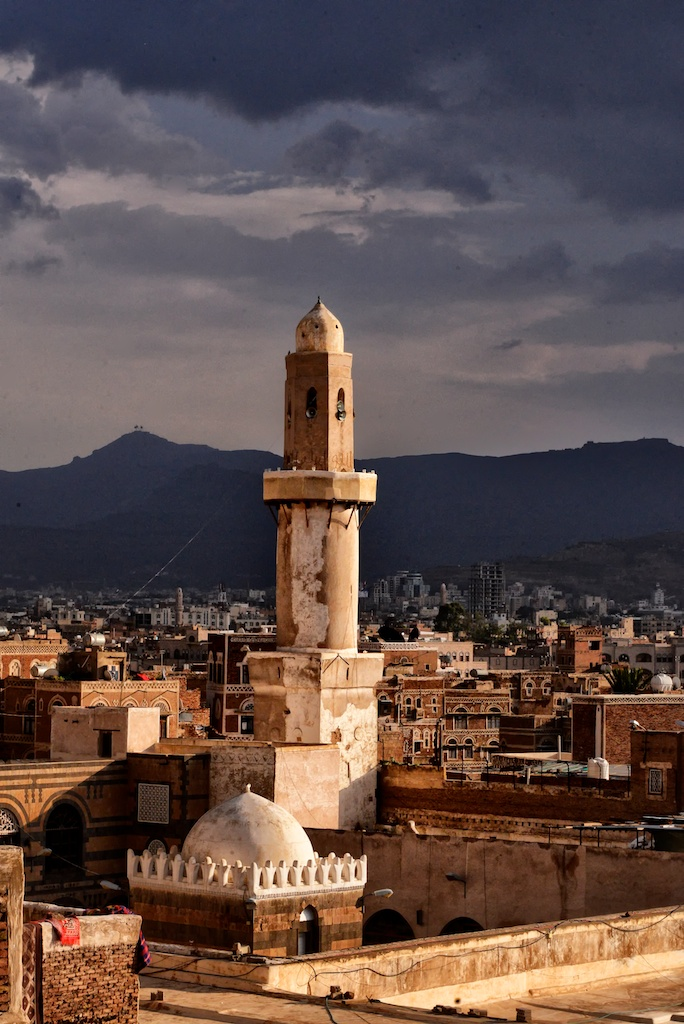
Un dels dos minarets de la Gran mesquita en Sanà
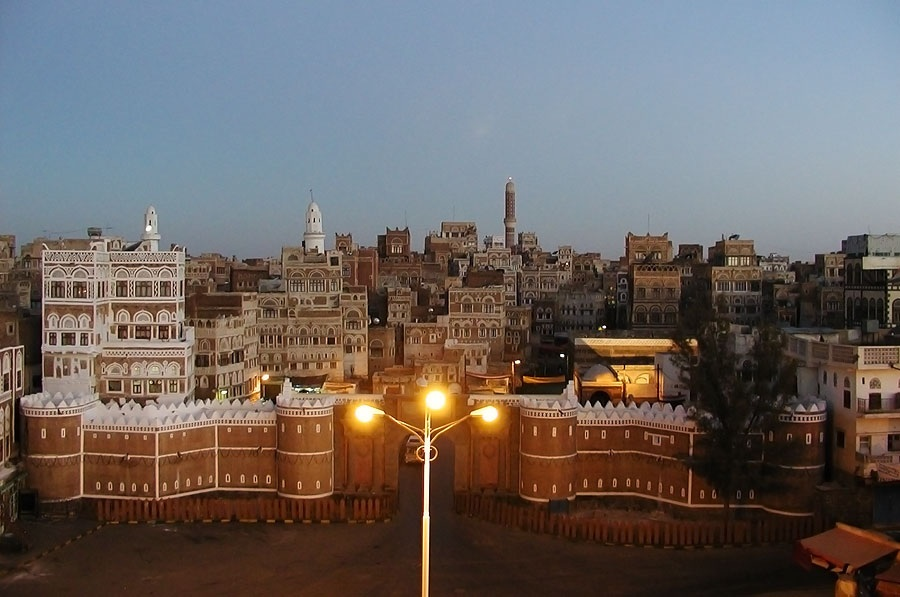
Els dos minarets blancs a l'esquerra són els de la Gran mesquita
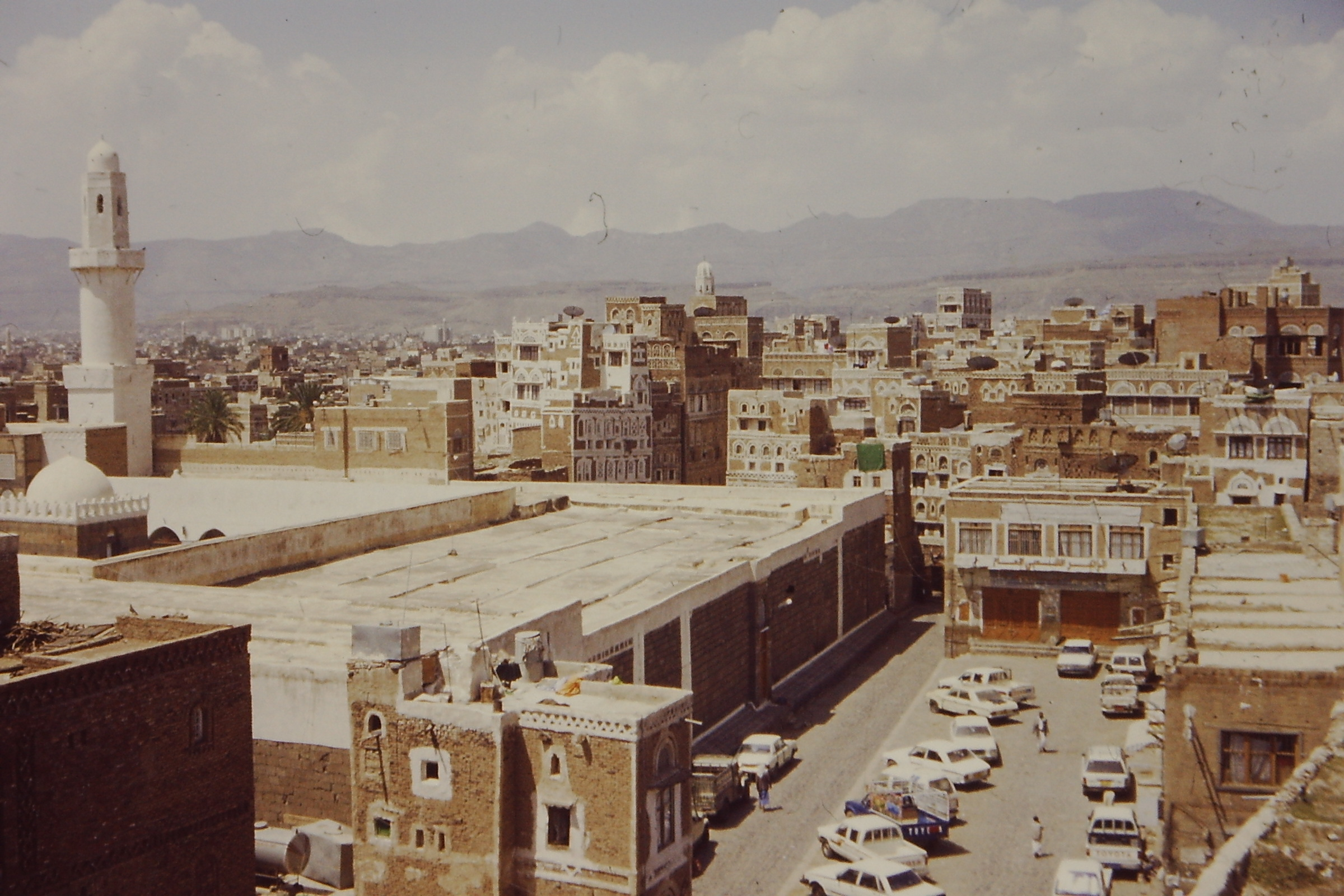
Gran mesquita de Sanà al 2001